# STS-110
STS-110, voluit Space Transportation System-110, was een spaceshuttlemissie van de Atlantis naar het Internationaal ruimtestation ISS. Tijdens de missie werd de S0 Truss-module gekoppeld aan de Destiny Laboratory-module van het ruimtestation. Voor astronaut Jerry Ross was het zijn zevende en laatste ruimtevlucht. Hiermee werd hij de eerste persoon in de geschiedenis die zeven keer in de ruimte was.

## Bemanning
| Positie            | Lancering                          | Landing                            |                              |
| ------------------ | ---------------------------------- | ---------------------------------- | ---------------------------- |
| Bevelhebber        | Michael Bloomfield 3e ruimtevlucht | Michael Bloomfield 3e ruimtevlucht |                              |
| Piloot             | Stephen Frick 1e ruimtevlucht      | Stephen Frick 1e ruimtevlucht      |                              |
| Missiespecialist 1 | Rex Walheim 1e ruimtevlucht        | Rex Walheim 1e ruimtevlucht        |                              |
| Missiespecialist 2 | Ellen Ochoa 4e ruimtevlucht        | Ellen Ochoa 4e ruimtevlucht        | Ellen Ochoa 4e ruimtevlucht  |
| Missiespecialist 3 | Lee Morin 1e ruimtevlucht          | Lee Morin 1e ruimtevlucht          | Lee Morin 1e ruimtevlucht    |
| Missiespecialist 4 | Jerry Ross 7e ruimtevlucht         | Jerry Ross 7e ruimtevlucht         | Jerry Ross 7e ruimtevlucht   |
| Missiespecialist 5 | Steven Smith 4e ruimtevlucht       | Steven Smith 4e ruimtevlucht       | Steven Smith 4e ruimtevlucht |

## Media

### Video
- Video lancering (1:29)

### Galerij

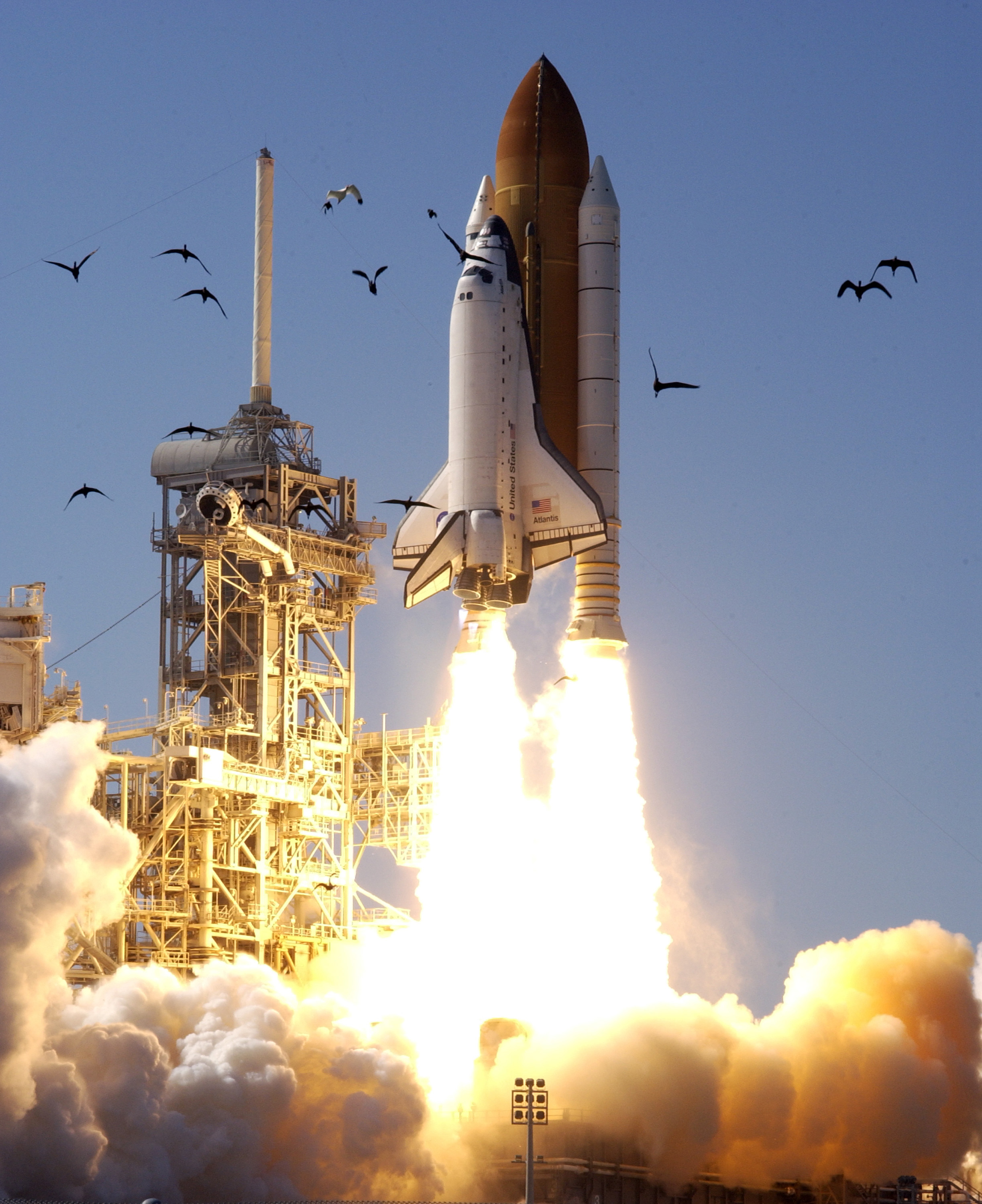
Lancering
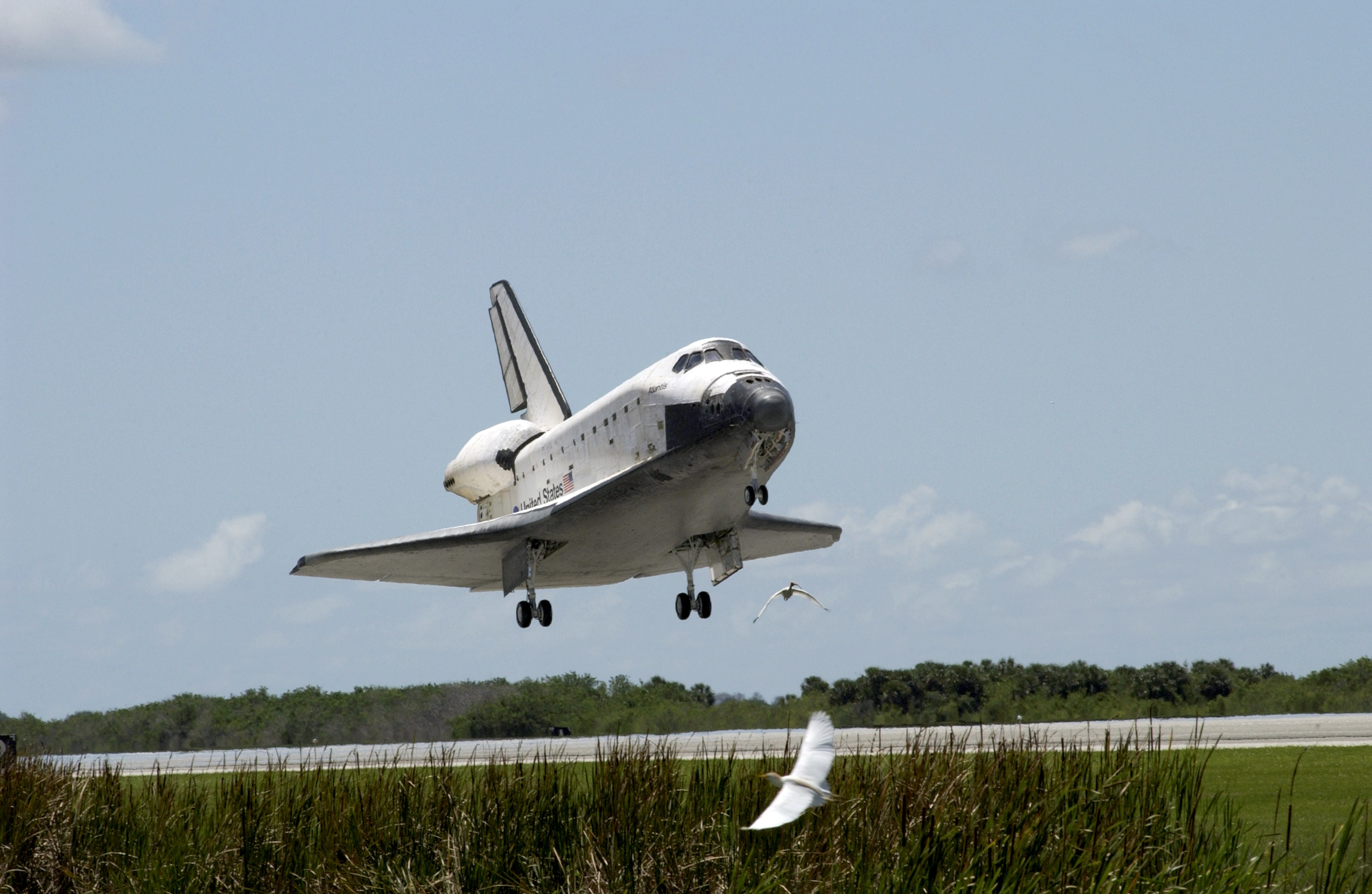
Landing
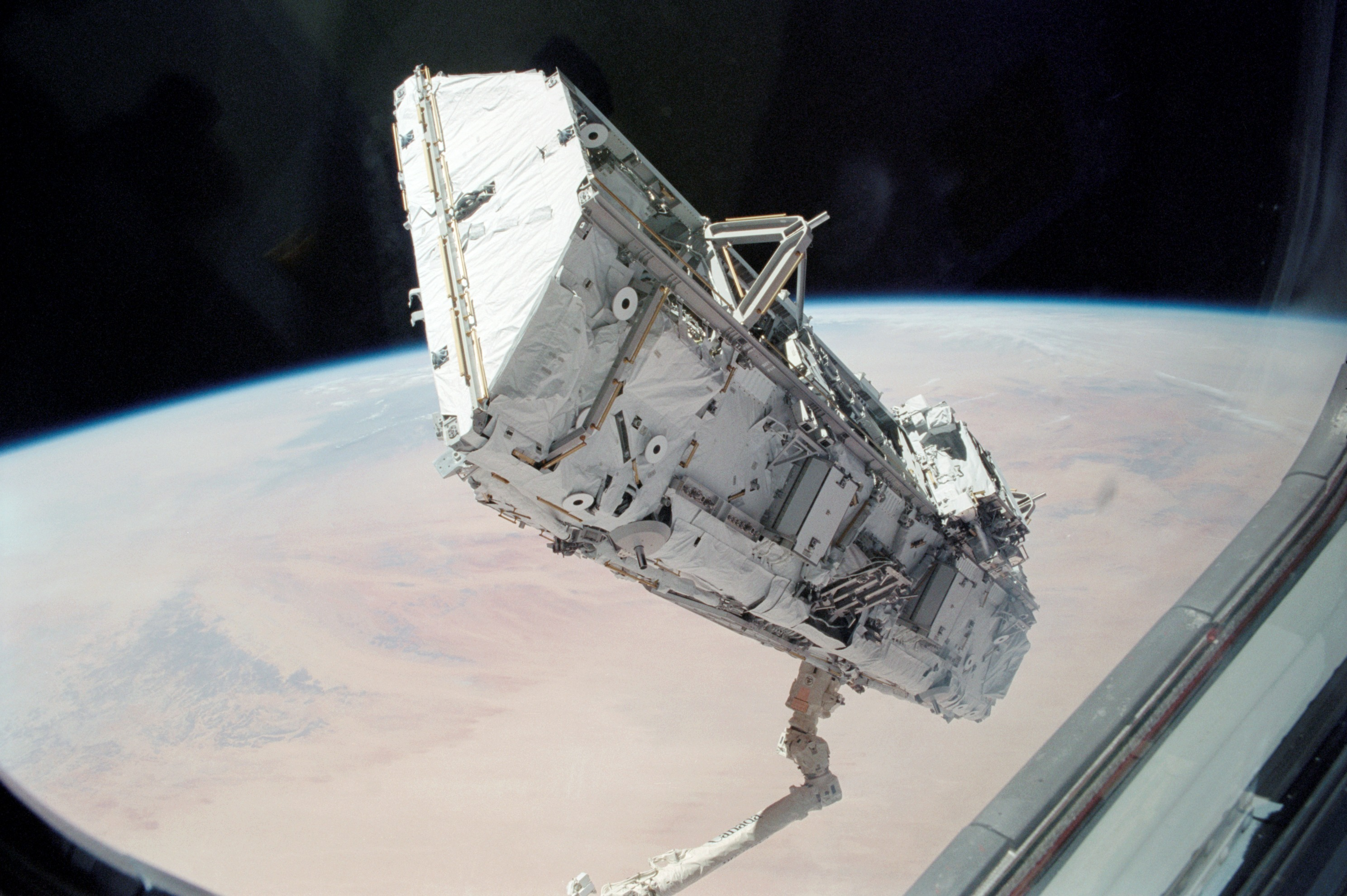
S0 Truss gekoppeld aan Canadarm2

STS-51-J · STS-61-B · STS-27 · STS-30 · STS-34 · STS-36 · STS-38 · STS-37 · STS-43 · STS-44 · STS-45 · STS-46 · STS-66 · STS-71 · STS-74 · STS-76 · STS-79 · STS-81 · STS-84 · STS-86 · STS-101 · STS-106 · STS-98 · STS-104 · STS-110 · STS-112 · STS-115 · STS-117 · STS-122 · STS-125 · STS-129 · STS-132 · STS-135